# Leviatan (Hobbes)
|  | Aquest article tracta sobre el llibre de Thomas Hobbes. Vegeu-ne altres significats a «Leviatan (desambiguació)». |

El Leviatan (en anglès, Leviathan) és un llibre sobre política del filòsof Thomas Hobbes. Fou publicat el 1651 i es divideix en quatre parts: L'home, La comunitat, La comunitat cristiana i El regne de la foscor.

## Context històric
Abans de la Guerra Civil, el Parlament anglès no era un òrgan permanent de la política, sinó tan sols una assemblea temporal i consultiva. A mitjan segle XVII, Anglaterra està immersa en una convulsa confrontació religiosa i social, que es materialitza en forma d'una cruenta guerra civil, els contendents es divideixen en monàrquics o parlamentaris.
La guerra viu tres períodes diferents, un dels punts d'inflexió va ser la decapitació del monarca Carles I Estuard el 1649, donant pas a la Commonwealth d'Anglaterra, primera i única República anglesa de la història, encapçalada per Oliver Cromwell. Després de la mort de Cromwell, el 1658, el va succeir com lord Protector el seu fill Richard qui no tenia suports ni al parlament ni en l'exèrcit, i va ser obligat a dimitir la primavera del 1659, portant el Protectorat a la seva fi. Amb un període de transició dirigit pel cap militar George Monck, el 1660 es restaurà la monarquia amb Carles II.

## Aspectes de l'obra
Com l'estat és creat per éssers humans, es proposa descriure la naturalesa humana. Remarca que tots els humans són mentalment i físicament iguals i, per això, propensos a lluitar els uns contra els altres. Arriba a la conclusió que la condició natural de la humanitat és un estat de guerra perpètua i manca de moral. La moral, segons Hobbes, consisteix en lleis de la natura que l'autor dedueix usant un model de raonament derivat de la geometria.
Hi ha dos principis segons els quals Hobbes defensa la necessitat de l'Estat (entenent per Estat la cosa pública), la força vital, el conatus, tenir com a pròpies les coses que la naturalesa ha donat als homes en comú, i la por a la mort, que suposa no poder conservar-se i assolir allò que el desig voldria. El fet que sigui la por, l'avaluació pessimista dels cossos i de la natura humana per part de Hobbes, l'afecte essencial de la llei ho determina tot. Segons aquesta visió, serà bo tot allò que garanteixi la seguretat i la supervivència, amb la raó i el càlcul, la construcció d'un conveni que protegeix del probable assetjament dels altres.
En el llibre, dona arguments perquè les persones, abandonant la seva llibertat individual tan problemàtica, estableixin un contracte social i que aquest contracte estigui regit per un monarca. Explícitament, rebutja la idea de la separació de poders, tal com actualment es posa en pràctica en les democràcies. També s'oposa a la tesi que el poder del rei sigui d'origen diví i considera que un règim parlamentari no és convenient. Subordina el poder religiós al civil i defensa una separació completa entre l'estat i l'Església, que vol buidar de qualsevol poder temporal.
Hobbes havia quedat profundament marcat per la guerra civil, conflicte que el va portar a defensar la necessitat d'una autoritat forta. L'estat de naturalesa de l'ésser humà, una lluita caòtica de tots contra tots, raó per la qual propugna un pacte pel qual renuncien a la llibertat i la cedeixen al sobirà que garantirà la pau i seguretat dels súbdits. Per a Hobbes la cerca de la seguretat és inseparable de la recerca de poder, atès que fora de la societat es desenvolupa una lluita de tots contra tots. El poder de l'estat es justifica perquè contribueix a la seguretat dels individus. Davant la societat com a suma d'interessos individuals egoistes, l'estat és un Leviatan, un actor de poder descomunal que serveix a les aspiracions de seguretat privada i la sobirania és un pacte entre persones que es comprometen a obeir l'estat a canvi de seguretat. El govern, per tant, es justifica perquè proporciona pau i seguretat als individus i a les propietats. De fet, la idea del contracte social tenia més arrelament en entorns partidaris de la limitació del poder reial i Hobbes n'és l'excepció. Així mateix, contraposat a la visió laica de Hobbes, 
Jacques-Bénigne Bossuet, pensador i clergue francès, pren les reflexions de Hobbes però amb la doctrina de dret diví per legitimar el poder absolut de Lluís XIV.
El títol del llibre està agafat d'un monstre marí citat per l'Antic Testament (vegeu Leviatan), que encarna les forces del mal i que simbolitza el poder del sobirà a què la humanitat ha hagut de recórrer. Actualment, es fa referència al Leviatan quan els poders dels estats s'excedeixen en forma de totalitarismes.

## Edicions en català
- Hobbes, Thomas. Leviatan o la matèria, forma i poder d'una república eclesiàstica i civil. Traducció: Tobies Grimaltos i Antoni Defez. Introducció i estudi: José García Roca.  Publicacions Universitat de València(PUV), 1990 (Educació.Sèrie Materials de Filosofia). ISBN 978-84-370-0677-2.